# Річард Кууя Баауобр
Річард Кууя Баауобр M. Afr. (англ. Richard Kuuia Baawobr; 21 червня 1959 — 27 листопада 2022, Рим) — ганський католицький єпископ, єпископ дієцезії Ва. Кардинал-священник з 2022 року.

## Життєпис
Священничі свячення отримав 18 липня 1987 року в Згромадженні Місіонерів Африки. Працював у Демократичній Республіці Конго, в Танзанії і у Франції. У 2004 році став першим генеральним асистентом Згромадження, а в 2010 році став головним настоятелем свого Згромадження.

## Єпископ
17 лютого 2016 року Папа Франциск призначив його єпископом дієцезії Ва. Єпископські свячення отримав 7 травня 2016 року з рук кардинала Пітера Тарксона. 29 травня 2022 року під час молитви Regina Coeli Папа Франциск оголосив про іменування єпископа Річарда Баауобра кардиналом. З огляду на стан здоров'я не брав участі в консисторії 27 серпня 2022 року. Проголошений кардиналом-пресвітером і отримав титулярну церкву Санта-Марія-Іммаколата-ді-Лурд-а-Боччея.
1 серпня 2022 року був обраний Головою Симпозіуму Конференцій Єпископатів Африки і Мадагаскару і виконував цей обов'язок до смерті.
Помер 27 листопада 2022 року в Римі.